# Baix Llobregat Nord
El Bajo Llobregat Norte (en catalán: Baix Llobregat Nord es un territorio situado en la falda sudoeste del macizo de Montserrat, entre las comarcas del Bages, el Bajo Llobregat, Noya y el Vallés Occidental.
La Comarca de Martorell se propuso por primera vez en el Plan de organización social agraria de J. Rendé de 1924. El plan de nueva ordenación comarcal impulsado por la Generalidad Republicana y elaborado por el eminente geógrafo Pau Vila contempló la creación de esta nueva comarca alrededor de Martorell, principal mercado de la zona.
También aparece como comarca en el Plan General de Ordenación de la Provincia de Barcelona (1959) y como zona urbanística en el Plan Director del Área Metropolitana de Barcelona (1966). Históricamente es una zona de cruce entre las grandes comarcas y demarcaciones próximas. Corresponde aproximadamente al archiprestado de Montserrat y al ámbito de la Agencia de Extensión Agraria, distrito telefónico, oficina del INEM y partido judicial de Martorell.
En la consulta municipal de 1987 varios ayuntamiento reclamaron la creación de la comarca del Baix Llobregat Nord o Montserrat.
Esta denominación, de carácter popular, nace a partir de la evolución de un sentimiento identitario extendido mayoritariamente entre los jóvenes de la subcomarca, consolidándose con la apracición del Informe sobre la revisión del modelo de organización territorial de Cataluña del año 2000, conocido como el Informe Roca y reafirmándose con la propuesta anunciada el 2005 del ex consejero de Gobernación y Administraciones Públicas, Joan Carretero.
Los municipios que forman parte, según las citas anteriores, son:
Bajo Llobregat
- Abrera
- Castellví de Rosanés
- Collbató
- Esparraguera
- Martorell
- Olesa de Montserrat
- San Andrés de la Barca
- San Esteban Sasroviras

Noya
- Bruch
- Els Hostalets de Pierola
- Masquefa
- Piera

Alto Panadés
- Gélida
- San Lorenzo de Hortóns

Vallés Occidental
- Castellbisbal

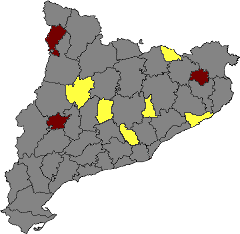
Mapa comarcal. En rojo les aprobadas en 1988, y en amarillo las propuestas en el informe Roca.

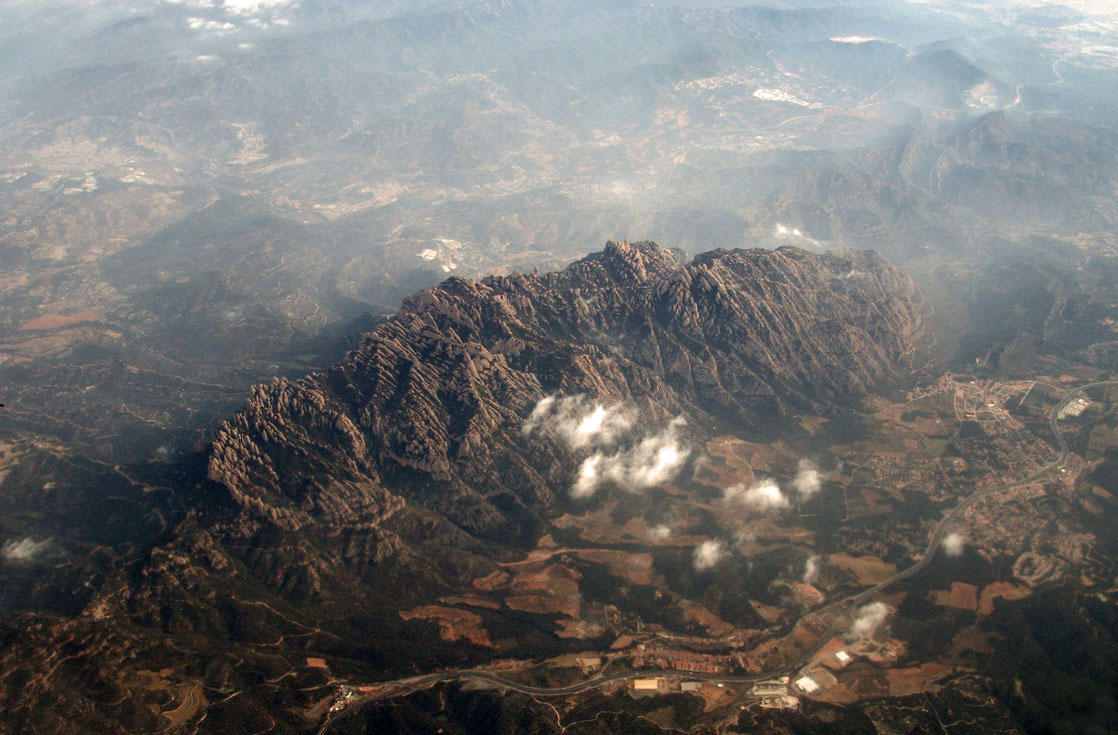
Montserrat

Castellbisbal, Piera, Gélida y San Lorenzo de Hortóns se han alineado contra la propuesta.